# Mord"ëga
La Mord"ëga (in russo Мордъёга?) o Mord"jugan (Мордъюган)  è un fiume della Siberia Occidentale, affluente di sinistra della Konda (bacino idrografico dell'Irtyš). Scorre nel Kondinskij rajon del Circondario autonomo degli Chanty-Mansi-Jugra, in Russia.
Il fiume ha origine e scorre in direzione nord-est nella pianura della Konda (Кондинская низменность) in una zona scarsamente popolata, disseminata di laghi e paludi, nel basso corso gira a sud-est. La sua lunghezza è di 139 km e il suo bacino è di 1 810 km². Sfocia nella Konda a 118 km dalla foce.